# Atletismo nos Jogos Olímpicos de Verão de 1976
Nos Jogos Olímpicos de Verão de 1976 em Montreal, 37 eventos do atletismo foram realizados, sendo 23 masculinos e 14 femininos.

## Medalhistas
Masculino
| Evento                         | Ouro                                                                       | Prata                                                                                 | Bronze                                                                                  |
| ------------------------------ | -------------------------------------------------------------------------- | ------------------------------------------------------------------------------------- | --------------------------------------------------------------------------------------- |
| 100 metros detalhes            | Hasely Crawford TRI Trinidad e Tobago                                      | Don Quarrie JAM Jamaica                                                               | Valeriy Borzov URS União Soviética                                                      |
| 200 metros detalhes            | Don Quarrie JAM Jamaica                                                    | Millard Hampton USA Estados Unidos                                                    | Dwayne Evans USA Estados Unidos                                                         |
| 400 metros detalhes            | Alberto Juantorena CUB Cuba                                                | Frederick Newhouse USA Estados Unidos                                                 | Herman Frazier USA Estados Unidos                                                       |
| 800 metros detalhes            | Alberto Juantorena CUB Cuba                                                | Ivo Van Damme BEL Bélgica                                                             | Rick Wohlhuter USA Estados Unidos                                                       |
| 1500 metros detalhes           | John Walker NZL Nova Zelândia                                              | Ivo Van Damme BEL Bélgica                                                             | Paul-Heinz Wellmann FRG Alemanha Ocidental                                              |
| 5000 metros detalhes           | Lasse Virén FIN Finlândia                                                  | Dick Quax NZL Nova Zelândia                                                           | Klaus-Peter Hildenbrand FRG Alemanha Ocidental                                          |
| 10000 metros detalhes          | Lasse Virén FIN Finlândia                                                  | Carlos Lopes POR Portugal                                                             | Brendan Foster GBR Grã-Bretanha                                                         |
| 110 m com barreiras detalhes   | Guy Drut FRA França                                                        | Alejandro Casañas CUB Cuba                                                            | Willie Davenport USA Estados Unidos                                                     |
| 400 m com barreiras detalhes   | Edwin Moses USA Estados Unidos                                             | Michael Shine USA Estados Unidos                                                      | Yevgeny Gavrilenko URS União Soviética                                                  |
| 3000 m com obstáculos detalhes | Anders Gärderud SWE Suécia                                                 | Bronisław Malinowski POL Polônia                                                      | Frank Baumgartl GDR Alemanha Oriental                                                   |
| Revezamento 4x100 m detalhes   | Harvey Glance Lam Jones Millard Hampton Steve Riddick USA Estados Unidos   | Manfred Kokot Jörg Pfeifer Klaus-Dieter Kurrat Alexander Thieme GDR Alemanha Oriental | Alexandr Aksinin Nikolay Kolesnikov Juris Silovs Valeriy Borzov URS União Soviética     |
| Revezamento 4x400 m detalhes   | Herman Frazier Benjamin Brown Fred Newhouse Maxie Parks USA Estados Unidos | Ryszard Podlas Jan Werner Zbigniew Jaremski Jerzy Pietrzyk POL Polônia                | Franz-Peter Hofmeister Lothar Krieg Harald Schmid Bernd Herrmann FRG Alemanha Ocidental |
| Maratona detalhes              | Waldemar Cierpinski GDR Alemanha Oriental                                  | Frank Shorter USA Estados Unidos                                                      | Karel Lismont BEL Bélgica                                                               |
| Marcha atlética 20 km detalhes | Daniel Bautista MEX México                                                 | Hans-Georg Reimann GDR Alemanha Oriental                                              | Peter Frenkel GDR Alemanha Oriental                                                     |
| Salto em altura detalhes       | Jacek Wszoła POL Polônia                                                   | Greg Joy CAN Canadá                                                                   | Dwight Stones USA Estados Unidos                                                        |
| Salto com vara detalhes        | Tadeusz Ślusarski POL Polônia                                              | Antti Kalliomäki FIN Finlândia                                                        | David Roberts USA Estados Unidos                                                        |
| Salto em distância detalhes    | Arnie Robinson USA Estados Unidos                                          | Randy Williams USA Estados Unidos                                                     | Frank Wartenberg GDR Alemanha Oriental                                                  |
| Salto triplo detalhes          | Viktor Saneyev URS União Soviética                                         | James Butts USA Estados Unidos                                                        | João Carlos de Oliveira BRA Brasil                                                      |
| Arremesso de peso detalhes     | Udo Beyer GDR Alemanha Oriental                                            | Yevgeniy Mironov URS União Soviética                                                  | Aleksandr Baryshnikov URS União Soviética                                               |
| Lançamento de dardo detalhes   | Miklós Németh HUN Hungria                                                  | Hannu Siitonen FIN Finlândia                                                          | Gheorghe Megelea ROU Romênia                                                            |
| Lançamento de disco detalhes   | Mac Wilkins USA Estados Unidos                                             | Wolfgang Schmidt GDR Alemanha Oriental                                                | John Powell USA Estados Unidos                                                          |
| Lançamento de martelo detalhes | Yuriy Sedykh URS União Soviética                                           | Aleksei Spiridonov URS União Soviética                                                | Anatoly Bondarchuk URS União Soviética                                                  |
| Decatlo detalhes               | Bruce Jenner USA Estados Unidos                                            | Guido Kratschmer FRG Alemanha Ocidental                                               | Nikolai Avilov URS União Soviética                                                      |

Feminino
| Evento                       | Ouro                                                                                | Prata                                                                                 | Bronze                                                                                                   |
| ---------------------------- | ----------------------------------------------------------------------------------- | ------------------------------------------------------------------------------------- | --- |
| 100 metros detalhes          | Annegret Richter FRG Alemanha Ocidental                                             | Renate Stecher GDR Alemanha Oriental                                                  | Inge Helten FRG Alemanha Ocidental                                                                       |
| 200 metros detalhes          | Bärbel Wöckel GDR Alemanha Oriental                                                 | Annegret Richter FRG Alemanha Ocidental                                               | Renate Stecher GDR Alemanha Oriental                                                                     |
| 400 metros detalhes          | Irena Szewińska POL Polônia                                                         | Christina Brehmer GDR Alemanha Oriental                                               | Ellen Streidt GDR Alemanha Oriental                                                                      |
| 800 metros detalhes          | Tatyana Kazankina URS União Soviética                                               | Nikolina Shtereva BUL Bulgária                                                        | Elfi Zinn GDR Alemanha Oriental                                                                          |
| 1500 metros detalhes         | Tatyana Kazankina URS União Soviética                                               | Gunhild Hoffmeister GDR Alemanha Oriental                                             | Ulrike Klapezynski GDR Alemanha Oriental                                                                 |
| 100 m com barreiras detalhes | Johanna Klier GDR Alemanha Oriental                                                 | Tatiana Anisimova URS União Soviética                                                 | Natalya Lebedeva URS União Soviética                                                                     |
| Revezamento 4x100 m detalhes | Marlies Göhr Renate Stecher Carla Bodendorf Bärbel Wöckel GDR Alemanha Oriental     | Elvira Possekel Inge Helten Annegret Richter Annegret Kroniger FRG Alemanha Ocidental | Tetyana Prorochenko Liudmila Zharkova-Maslakova Nadezhda Besfamilnaya Vera Anisimova URS União Soviética |
| Revezamento 4x400 m detalhes | Doris Maletzki Brigitte Rohde Ellen Streidt Christina Brehmer GDR Alemanha Oriental | Debra Sapenter Sheila Ingram Pamela Jiles Rosalyn Bryant USA Estados Unidos           | Inta Klimoviča Lyudmila Aksenova Natalya Sokolova Nadezhda Ilyina URS União Soviética                    |
| Salto em altura detalhes     | Rosemarie Ackermann GDR Alemanha Oriental                                           | Sara Simeoni ITA Itália                                                               | Yordanka Blagoeva BUL Bulgária                                                                           |
| Salto em distância detalhes  | Angela Voigt GDR Alemanha Oriental                                                  | Kathy McMillan USA Estados Unidos                                                     | Lidiya Alfeyeva URS União Soviética                                                                      |
| Arremesso de peso detalhes   | Ivanka Hristova BUL Bulgária                                                        | Nadezhda Chizhova URS União Soviética                                                 | Helena Fibingerová TCH Checoslováquia                                                                    |
| Lançamento de dardo detalhes | Ruth Fuchs GDR Alemanha Oriental                                                    | Marion Becker FRG Alemanha Ocidental                                                  | Kate Schmidt USA Estados Unidos                                                                          |
| Lançamento de disco detalhes | Evelin Schlaak GDR Alemanha Oriental                                                | Maria Vergova BUL Bulgária                                                            | Gabriele Hinzmann GDR Alemanha Oriental                                                                  |
| Pentatlo detalhes            | Siegrun Siegl GDR Alemanha Oriental                                                 | Christine Laser GDR Alemanha Oriental                                                 | Burglinde Pollak GDR Alemanha Oriental                                                                   |

## Quadro de medalhas

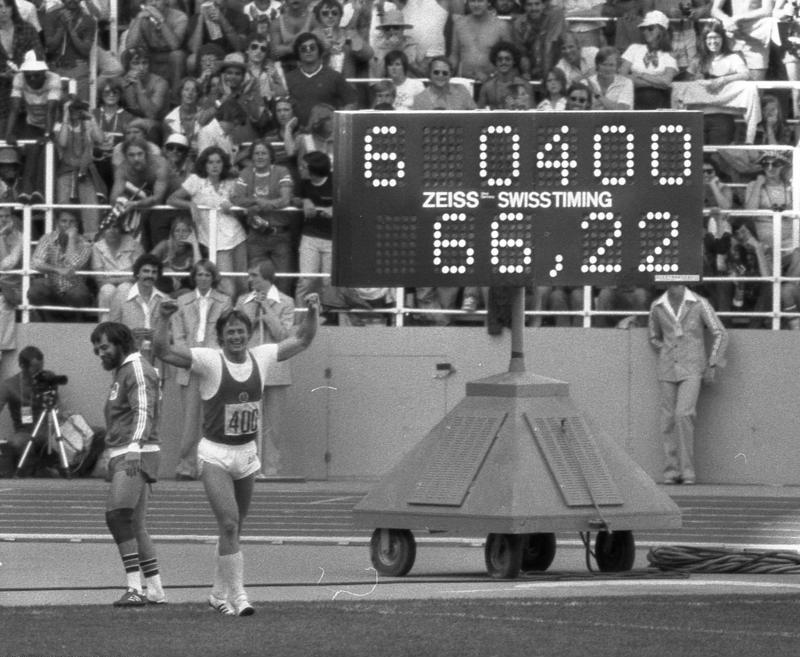
Wolfgang Schmidt conquistou a medalha de prata para a Alemanha Oriental com a marca de 66,22 metros no arremesso de disco.

| Ordem | País                   | Medalha de ouro | Medalha de prata | Medalha de bronze |     |
| ----- | ---------------------- | --------------- | ---------------- | ----------------- | --- |
| 1     | GDR Alemanha Oriental  | 11              | 7                | 9                 | 27  |
| 2     | USA Estados Unidos     | 6               | 8                | 8                 | 22  |
| 3     | URS União Soviética    | 4               | 4                | 10                | 18  |
| 4     | POL Polônia            | 3               | 2                |                   | 5   |
| 5     | FIN Finlândia          | 2               | 2                |                   | 4   |
| 6     | CUB Cuba               | 2               | 1                |                   | 3   |
| 7     | FRG Alemanha Ocidental | 1               | 4                | 4                 | 9   |
| 8     | BUL Bulgária           | 1               | 2                | 1                 | 4   |
| 9     | JAM Jamaica            | 1               | 1                |                   | 2   |
| 9     | NZL Nova Zelândia      | 1               | 1                |                   | 2   |
| 11    | FRA França             | 1               |                  |                   | 1   |
| 11    | HUN Hungria            | 1               |                  |                   | 1   |
| 11    | MEX México             | 1               |                  |                   | 1   |
| 11    | SWE Suécia             | 1               |                  |                   | 1   |
| 11    | TRI Trinidad e Tobago  | 1               |                  |                   | 1   |
| 16    | BEL Bélgica            |                 | 2                | 1                 | 3   |
| 17    | CAN Canadá             |                 | 1                |                   | 1   |
| 17    | ITA Itália             |                 | 1                |                   | 1   |
| 17    | POR Portugal           |                 | 1                |                   | 1   |
| 20    | BRA Brasil             |                 |                  | 1                 | 1   |
| 20    | TCH Checoslováquia     |                 |                  | 1                 | 1   |
| 20    | GBR Grã-Bretanha       |                 |                  | 1                 | 1   |
| 20    | ROU Romênia            |                 |                  | 1                 | 1   |
| TOTAL | TOTAL                  | 37              | 37               | 37                | 111 |